# Franz Hitzel

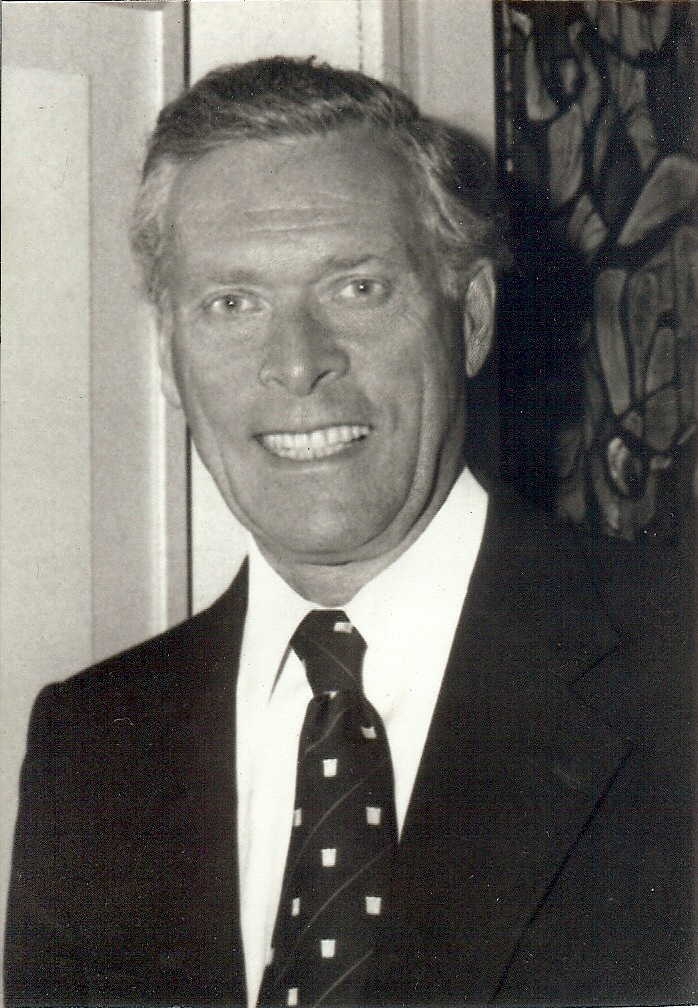
Franz Hitzel

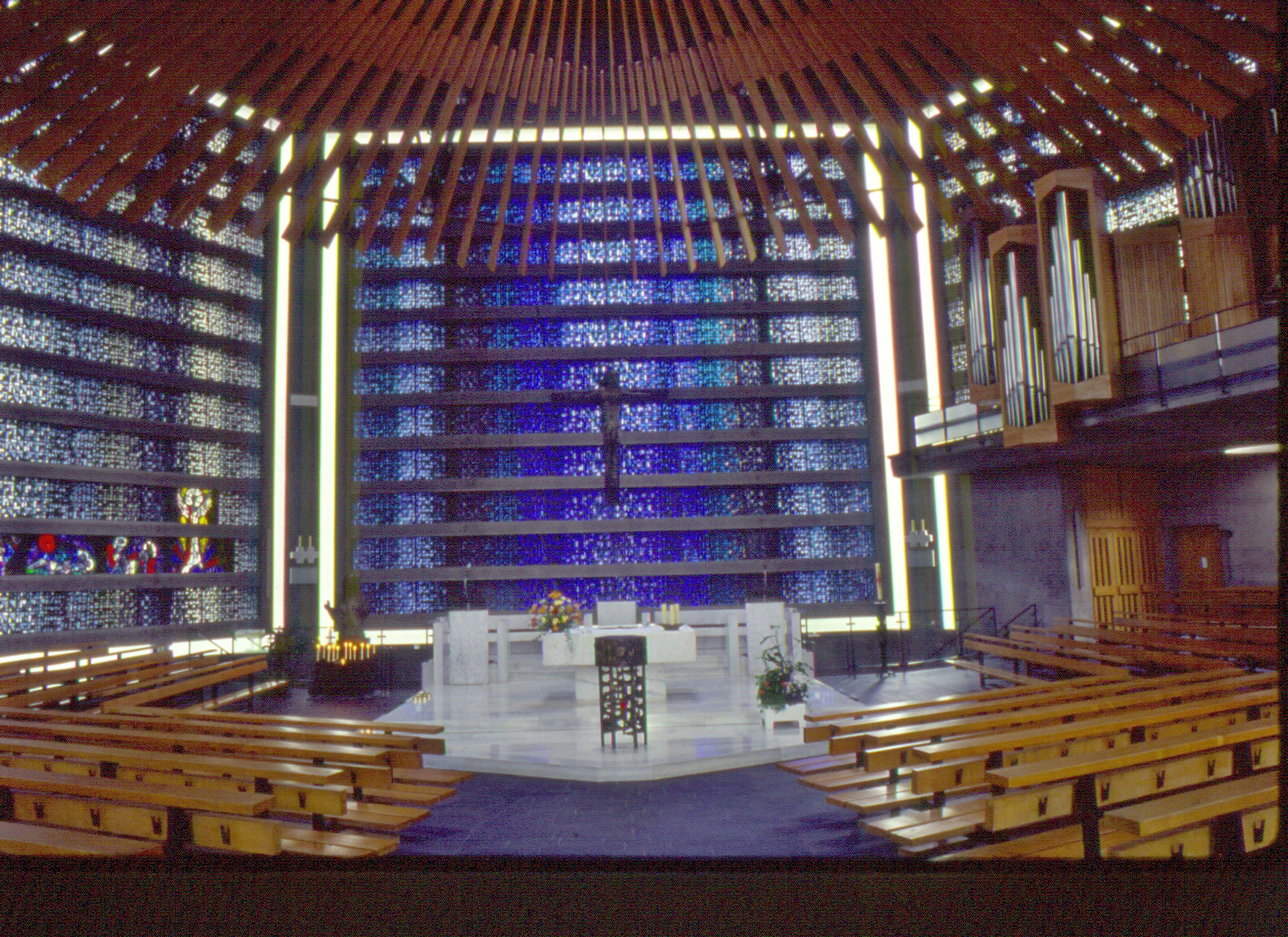
Maria Hilfe der Christen

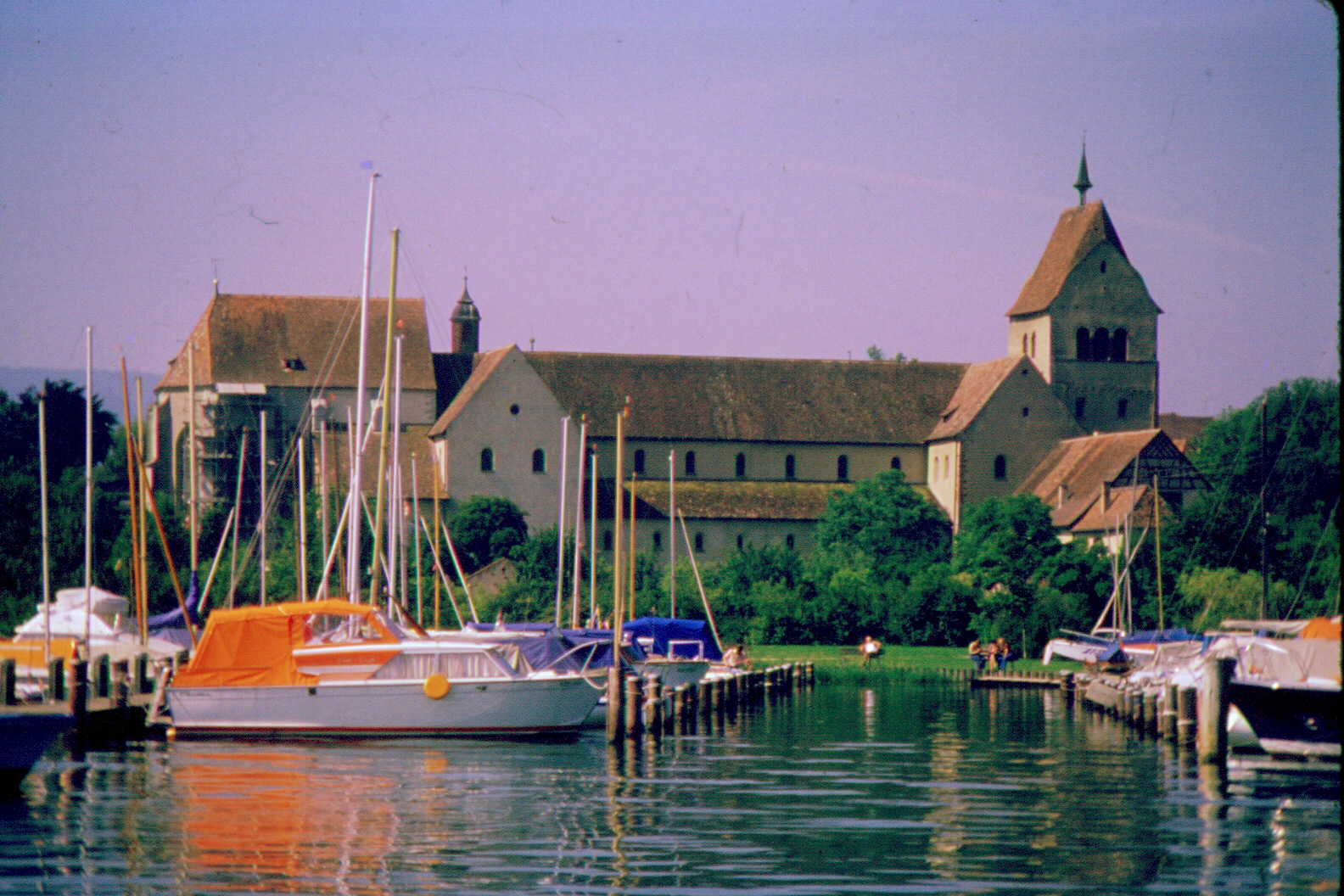
Reichenau Mittelzell

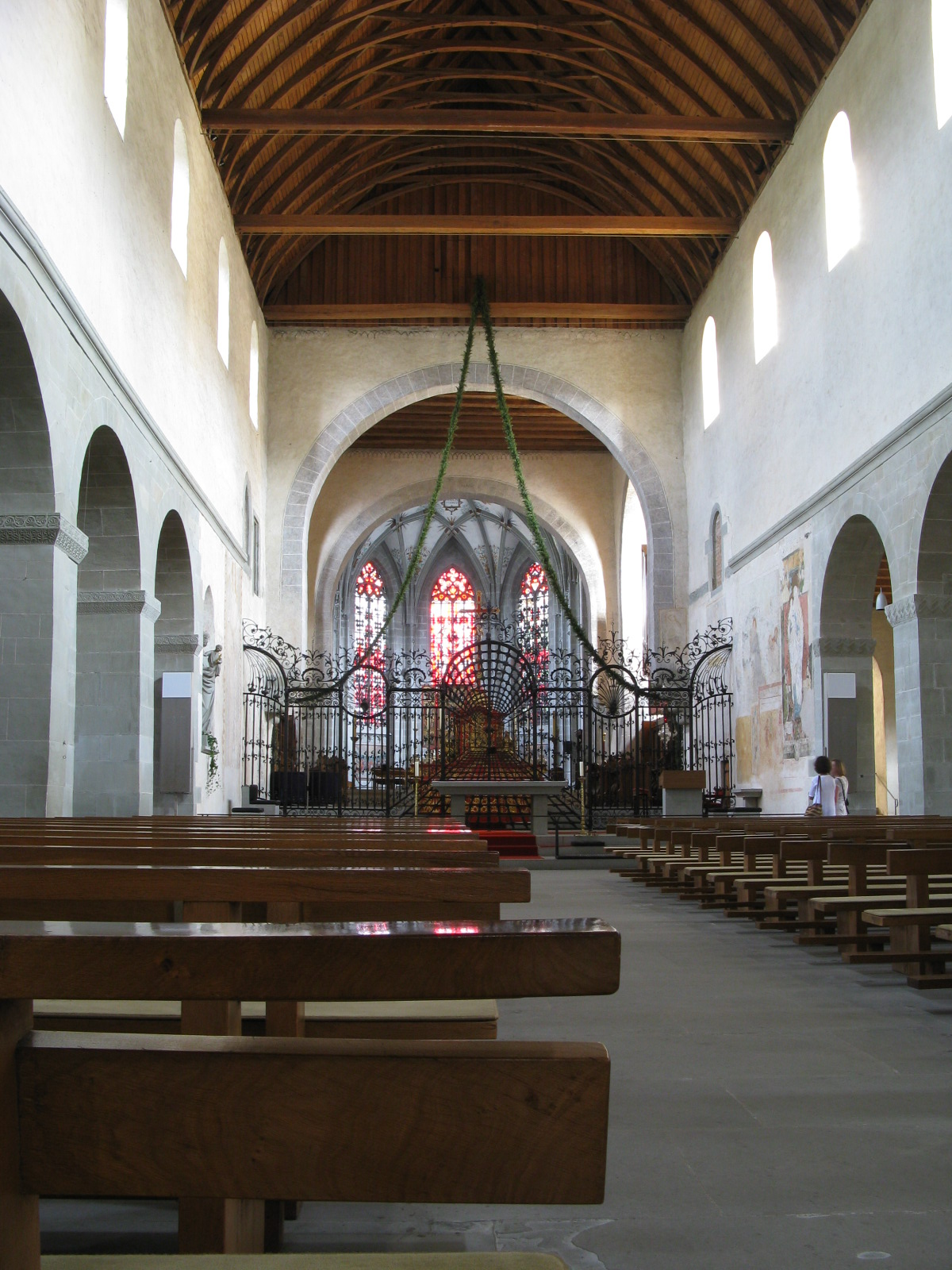
Reichenau Mittelzell, normannischer Dachstuhl von 1236

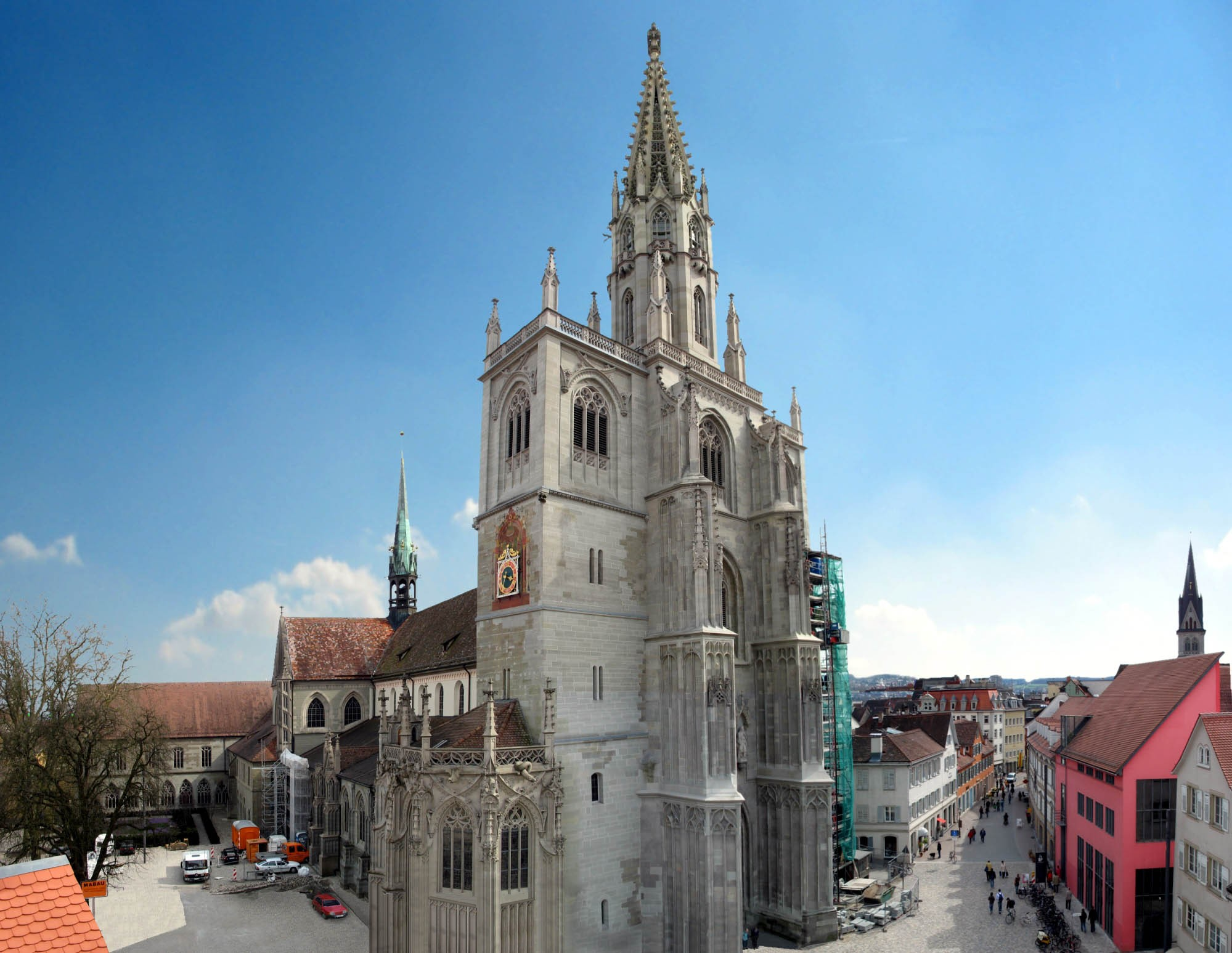
Konstanzer Münster

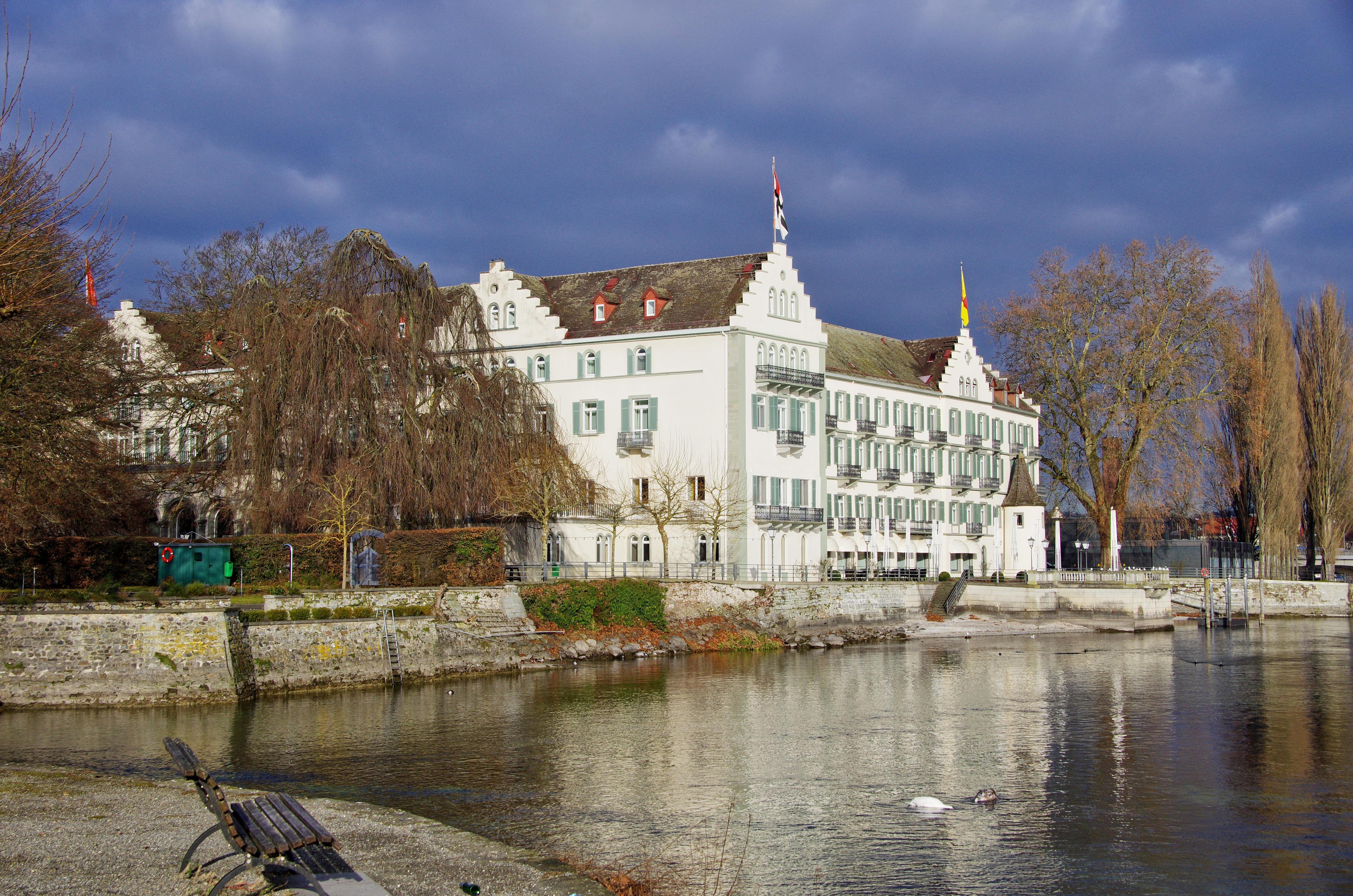
Insel-Hotel Konstanz

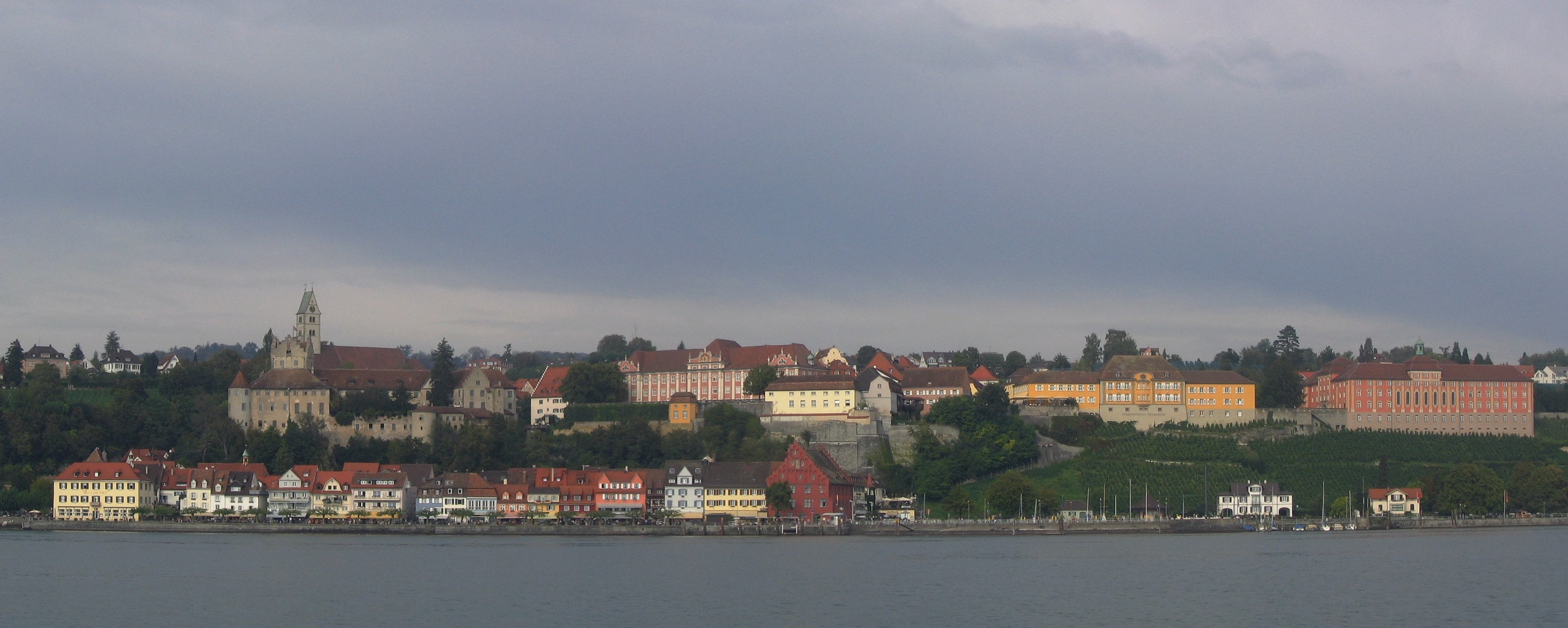
Schlossbauten Meersburg

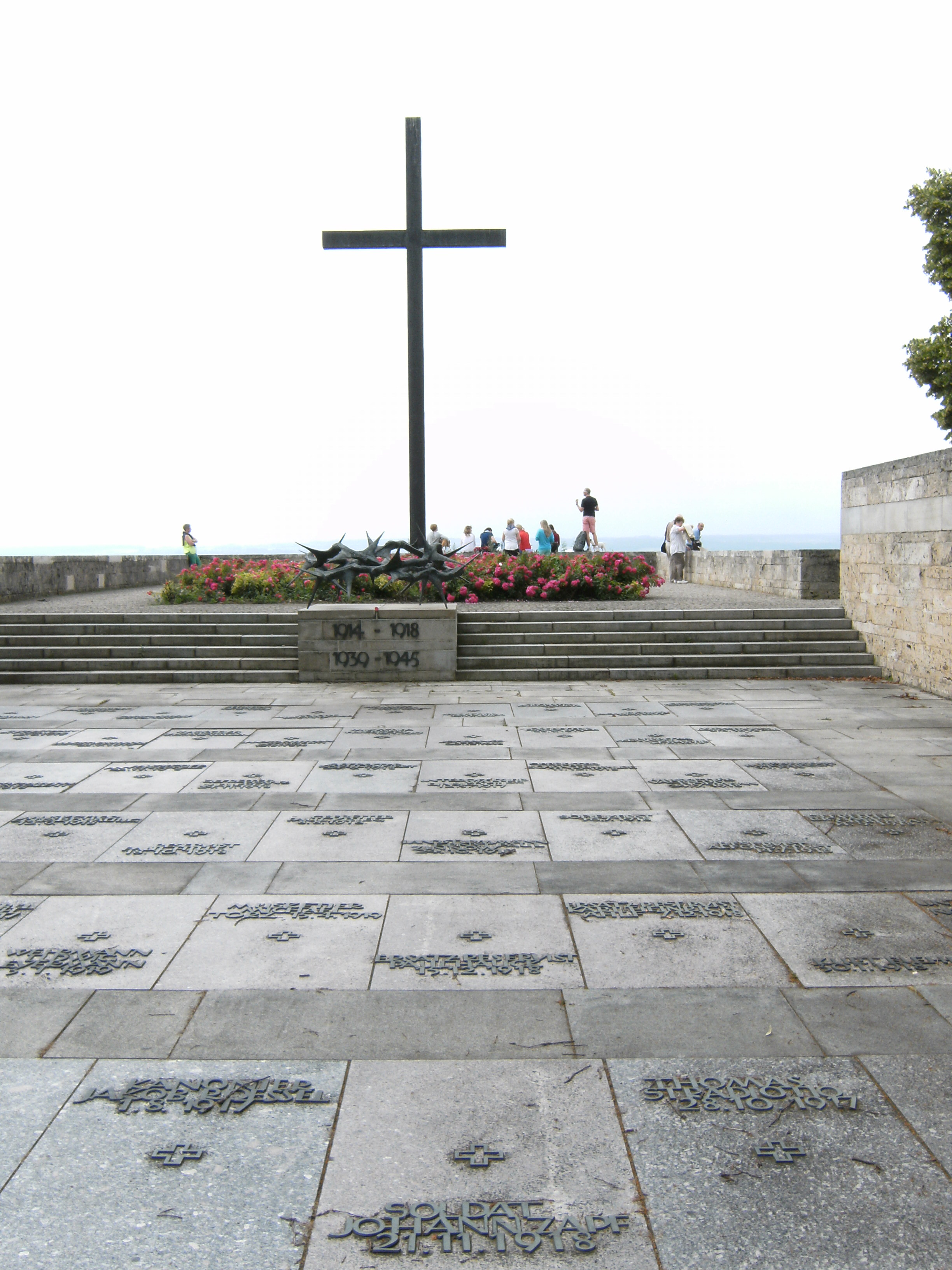
Kriegsgräberstätte Lerchenberg

Franz Hitzel (* 22. April 1912 in Straßburg; † 23. April 1994 in Konstanz; vollständiger Name Franz Antonius Maria Hitzel) war ein deutscher Architekt und Baubeamter (als Regierungsbaudirektor Leiter des Staatlichen Hochbauamts Konstanz), ehrenamtlicher Denkmalpfleger, Hochschullehrer an der Fachhochschule Konstanz und Kommunalpolitiker der CDU.

## Leben und Beruf
Franz Hitzel wurde als Sohn des aus Bieber bei Offenbach stammenden Architekten und Leiters des Erzbischöflichen Bauamts Konstanz, Julius Hitzel, und dessen Frau Luise geb. Friedle in Straßburg geboren und kam als einjähriges Kind nach Konstanz.
Nach dem Abitur am humanistischen Heinrich-Suso-Gymnasium (1934), sowie nach Baupraxis und Arbeitsdienst besuchte er von 1934 bis 1939 die Technische Hochschule München, wo er das Studium u. a. bei Hans Döllgast mit dem akademischen Grad Diplom-Ingenieur abschloss. Nach einem Referendariat und Großer Staatsprüfung wurde er 1942 als Bauassessor von der Hochbauabteilung des Badischen Finanzministeriums übernommen. Während des Kriegs wurde Hitzel als Pionieroffizier und Chef einer Sturmbooteinheit ausschließlich an der Front in der Sowjetunion eingesetzt. Nach Kriegsende kehrte er aus britischer Kriegsgefangenschaft zurück.
Ab September 1945 leitete er für 32 Jahre das Staatliche Hochbauamt Konstanz. Während dieser Zeit galt es, Bauaufgaben unterschiedlicher Art zu bewältigen. Der umfangreiche Bezirk des Bauamts erstreckte sich seit der Gebietsreform 1973 vom westlichen Bodensee bis an die französische Grenze bei Basel und Müllheim.
An Neubauten entstanden: Das Gebäude für die Staatsanwaltschaft in Konstanz, das Arbeits- und Gesundheitsamt in Konstanz, einige Krankenbauten für das Psychiatrische Landeskrankenhaus Reichenau, das Finanz- und Gesundheitsamt in Überlingen, dann freiberuflich hoch über dem See zwischen Meersburg und Hagnau auf der Naturkanzel Lerchenberg die Ehrenstätte für Kriegsopfer und Vermisste, auf der Reichenau das katholische Familienerholungsheim, einige Villen und die „Glaskirche“ „Maria Hilfe der Christen“ in Konstanz mit Kunstwerken von Albert Birkle, Gisela Bär und Hans Günther Schmidt.
Für den Denkmalpfleger Hitzel bedeuteten Gestaltung, Generalsanierung und Forschung an  Baudenkmalen eine Herausforderung. Dazu gehörten das Münster Reichenau (UNESCO-Weltkulturerbe), das Konstanzer Münster, das Münster Säckingen, dann Neues Schloss, Reithof und Priesterseminar in Meersburg, die Kirchen in Bonndorf und Öhningen neben evangelische Kirchen im Markgräflerland. Gleichzeitig wirkte Hitzel 25 Jahre in den Landkreisen Konstanz und Überlingen als ehrenamtlicher Denkmalpfleger. 1960 wurde er in den Denkmalrat des Regierungsbezirks Südbaden berufen.
Im Jahr 1946 gründete Hitzel zusammen mit Baurat Seilnacht den Fachbereich Architektur am Staatstechnikum Konstanz, aus dem 1971 die Fachhochschule Konstanz hervorging. Als Dozent übernahm er im folgenden Jahr einen Lehrauftrag für Baugeschichte und Denkmalpflege, den er bis 1987 (80 Semester lang) ausübte. Im Jahr 1978 ernannte ihn der Kultusminister zum Honorarprofessor.
Franz Hitzel war Mitglied der Gemeinschaft Katholischer Männer und Frauen (Bund Neudeutschland) und des Unitas-Verbands.
Aus seiner Ehe mit Esther geb. Waidele gingen drei Töchter hervor. 1994 starb Franz Hitzel in Konstanz.

## Politik
Franz Hitzel gehörte von 1953 bis 1959 als Kreisverordneter für die CDU dem  Kreistag des Landkreises Konstanz an. Sein Engagement galt vor allem der Denkmalpflege und dem Schutz der Bodenseelandschaft.
Von 1956 bis 1962 war er Stadtverordneter im Konstanzer Bürgerausschuss für die CDU und deren Sprecher.

## Segelsport
Erholung und Entspannung fand Franz Hitzel als Skilehrer. in den Alpen oder im Sommer als erfolgreicher Regatta- und Fahrtensegler auf dem Bodensee. Bereits 1931–1934 war er 1. Vorsitzender des Schüler-Segel Club Konstanz. Dank seiner Initiative wurde am 7. Juli 1949 der Konstanzer Yacht-Club nach dem Zweiten Weltkrieg wieder gegründet. Von 1949 bis 1956 war Franz Hitzel Präsident des Konstanzer Yachtclubs. Seine Verdienste sind die neue Yachthafenanlage 1953 und die Durchführung des Deutschen Seglertages 1954. Von 1968 bis 1970 war Hitzel Präsident des internationalen Bodensee-Segler-Verbands. Wegweisend hat er den Verband auf die sich in den 1970er Jahren abzeichnenden Umschichtungen und Neuorientierung der Sportschifffahrt ausgerichtet. Die Anliegen des Natur- und Umweltschutzes erkannte er frühzeitig und setzte sich dafür ein. Besonders auch die Reinhaltung des Sees als Trinkwasserspeicher und die Erhaltung der Kulturlandschaft Bodensee lagen ihm auch als Ehrenpräsident weiterhin am Herzen.

## Ehrungen
- 1952: Bundesverdienstkreuz am Bande[26]
- 1974: Bundesverdienstkreuz 1. Klasse[27]
- 1975: Komturkreuz des päpstlichen Silvesterordens[28]
- 1970: Ehrenpräsident des Bodensee-Segler-Verbands[29]
- 1992: Ehrenmitglied des Konstanzer Yachtclubs[30]

## Werk (Auswahl)
Staatliches Hochbauamt
Bauliche Schwerpunkte im Rahmen der Tätigkeit beim Staatlichen Hochbauamt Konstanz:
- Konstanz, Zollamt Emmishofer Tor (Ausgang), 1953.
- Konstanz, Neubau Arbeitsamt, 1953.
- Radolfzell, Neubau eines Versorgungsamtes, 1955.
- Reichenau, Bauliche und betriebstechnische Instandsetzungen im Psychiatrischen Landeskrankenhaus ab 1956, fortlaufende Maßnahme
- Konstanz, Zollamt Kreuzlinger Tor (Ausgang), 1958.
- Konstanz, Neubau eines Wasserwirtschafts- und Gesundheitsamtes, 1959.
- Konstanz, Zollamt Kreuzlinger Tor (Eingang), 1960.
- Insel Reichenau, Instandsetzung des Münsters, 1970.
- Konstanz, Instandsetzung des Münsters ab 1961, fortlaufende Maßnahme
- Meersburg, Instandsetzung des Neuen Schlosses, 1963.
- Reichenau, Psychiatrischen Landeskrankenhaus: Neubau eines Wirtschaftsgebäudes, 1965.
- Konstanz, Erweiterungsbau für das Landgericht und die Staatsanwaltschaft, 1965.
- Überlingen, Neubau eines Dienstgebäudes für das Finanzamt und Gesundheitsamt, 1966.
- Konstanz, Instandsetzung des Regierungsgebäudes, 1966.
- Konstanz, Umbau und Instandsetzungsmaßnahmen des Insel-Hotels, 1966.
- Meersburg, Umbau des ehemaligen Priesterseminars und des Reithofes für das Staatliche Aufbaugymnasium, 1967.
- Meersburg, Erstellung einer Turnhalle für das Staatliche Aufbaugymnasium, 1967.
- Reichenau, Neubau eines Aufnahme- und Behandlungsgebäudes im Psychiatrischen Landeskrankenhaus, 1968.
- Konstanz, Erweiterungsbau für die Staatliche Ingenieurschule, 1968.
- Öhningen, Instandsetzung Kath. Pfarrkirche St. Hippolyt und Verena, 1974,[12]
- Säckingen, Instandsetzung Münster, 1975[10]
- Bonndorf, Instandsetzung Kath. Pfarrkirche, 1974[11]
- zahlreiche evangelischen Kirchen im Markgräflerland[32]

kleinere, vom Amt ausgeführte Neubauvorhaben:
- Dienstgebäude für Zoll und Bundesgrenzschutz in Radolfzell, Gailingen-Brücke, Gailingen (Wohnhaus), Gailingen West, Neuhaus (6-Familien-Wohnung), Öhningen, Rielasingen, Ebringen, Konstanz Paradieser Tor (Eingang), Konstanz Paradieser Tor (Ausgang)
- Straßenmeisterdienstgehöfte und Bauhöfe in Radolfzell, Stockach, Konstanz, Engen, Singen, Pfullendorf
- Forstämter und Revierförsterhäuser in Heudorf, Engen, Liptingen, Hilzingen/Rielasingen, Ittendorf, Kaltbrunn, Oberschwandorf, Bankholzen
- Vermessungsamt in Radolfzell
- Gebäude Wasserschutzpolizei auf der Insel Reichenau

Denkmalpflege
Objekte im Rahmen der Tätigkeit als ehrenamtlicher Leiter der Staatlichen Stelle für Denkmalpflege und Heimatschutz in den Landkreisen Konstanz und Überlingen, sowie im Stadtkreis Konstanz.
Auswahl aus ca. 1400 bearbeiteten Objekten in den Jahren 1949–1969
- Landkreis Konstanz:

Konstanz: Münster Unserer Lieben Frau, Inselhotel, Hohes Haus, Wohnturm „Zum goldenen Löwen“ (Brannerturm), Regierungsgebäude, Landgerichtsgebäude, Altes Kaufhaus, Rathaus, Schloß Mainau; Insel-Reichenau: Münster zu Mittelzell; Schienen: Wallfahrtskirche; Radolfzell: ehemaliges Haus der Ritterschaft; Hohenkrähen: Burgruine, Riedheim: Burgstall; Büsingen: Junkerhaus („Im Thurnhaus“);
- Landkreis Überlingen:

Überlingen: Löwenzunft, Pflummernhaus, Münster, Landratsamt, Goldbacher Sylvesterkapelle, Friedhofskapelle, Fortifikationsanlage; Meersburg: Altes Schloß, Neues Schloss, Reithof, Priesterseminar, „Rotes Haus“, Sparkasse, „Heiliggeist- oder Mesmerhaus“, Schloßmühle, Gredhaus, „Hecht“, „Seehof“, „Wilde Mann“, „Fährhaus“, „Fürstenhäusle“, Haltnau; Baitenhausen: Wallfahrtskapelle; Bermatingen: Gasthaus Adler; Heiligenberg: Schloß; Beuren bei Salem: Schwedenhaus; Frenkenbach: Pfarrkirche St. Oswald; Frickingen: Fachwerkhaus Theurer, Ehrenmal; Hagnau: Salmannsweiler-Hof, Schussenrieder-Hof, Gasthaus Löwen, ehemaliges Weingartensche Schloß; Immenstaad: Schwörerhaus, Rathaus, Schloß Hersberg; Markdorf: Stadtapotheke, Spitalkirche; Mimmenhausen: Bauernhaus Möhrle, Steinplastik St. Nepomuk, Forsthaus; Neufrach: Fachwerkhaus Basler; Nußdorf: Kapelle, Fachwerkhaus Denz; Oberuhldingen: Wallfahrtskirche Birnau, „Fischerhaus“, Mesnerhaus Seefelden; Salem: Schloß, Kirche, Schule, „Langbau“, „Schwanen“, Torbau; Sipplingen: Rathaus, ehemaliges Franziskanerinnenkloster, Mainauer Haus, Fachwerkhäuser Beirer, Märte, Bruderhaus Frevel, Konstanzer Spitalhof;
Pfullendorf: Schoberhaus, Gasthäuser „Krone“, „Zum Engel“, „Rößle“, Haus Berenbold, Königsbronner Pfleghof
Freiberufliche Arbeiten
- Queenstown (Südafrika), Wettbewerbsentwurf Kathedrale (1. Preis), 1949[34]
- Einige Villen
- Überlingen, Architekturwettbewerb Neubau „Löwenzunft“ (1. Preis), künstlerische Oberbauleitung, 1951.
- Meersburg, Entwurfsarbeit Umbau Gebäude Schloßplatz 11 (Öffentliche Verbandssparkasse Meersburg), 1957.
- Meersburg, Entwurf Umbau Ehrenstätte für Kriegsopfer und Vermißte der beiden Weltkriege auf dem Lerchenberg zwischen Meersburg und Hagnau im Auftrag des Volksbundes Deutsche Kriegsgräberfürsorge e.V., 1964[4][5]
- Insel Reichenau, Entwurfsplanung und künstlerische Oberbauleitung Katholisches Familienerholungsheim, 1966.
- Öhningen, Kriegerdenkmal, 1965[35]
- Konstanz, Planung Neubau Kirche Maria Hilfe der Christen, 1968.

## Schriften
- Das Münster Unserer Lieben Frau zu Konstanz. (= Kleine Kunstführer, Nr. 581.) Schnell und Steiner, Regensburg 1996.
- Einzigartig mein Bodensee. Privatdruck, Konstanz 1992.
- Münster Unserer Lieben Frau Konstanz. In: Schönes Schwaben. Land und Leute erleben. Silberburg-Verlag, Tübingen 1990, 6, ISSN 0931-2323, S. 12–19.
- Die Insel Reichenau. Einstimmung in die kulturhistorische Umgebung von St. Georg. In: Olaf Harder (Hrsg.): Die Kirche St. Georg Oberzell Insel Reichenau. Fachhochschule Konstanz, Schriftenreihe 1/89, Konstanz 1989.
- Friedrich Weinbrenner 1766–1826. In: Emanuel Frey, Franz Hitzel, Karl Jung, Kurt Kramer u. a.: 175 Jahre St. Stephan Karlsruhe. Stober, Eggenstein-Leopoldshafen 1989, S. 64–65.
- Führung durch das Münster auf Reichenau-Mittelzell. In: Tagung der Dombaumeister, Münsterbaumeister, Hüttenmeister 10.-14.9.1985 in Konstanz. Staatliches Hochbau- und Universitäts-Bauamt, Konstanz 1986, S. 154–170.
- (mit Josef Mack): Bürgerausschuß und CDU. In: CDU-Stadtverband Konstanz (Hrsg.): 1946–1986 40 Jahre CDU Konstanz. Primo, Stockach-Hindelwangen, S. 58–59.
- Der Segelsport am See im Wandel der Zeiten. In: IBN Internationale Bodensee- + Boot-Nachrichten, Heft 19/1, Oktober 1985, S. 20/21.
- Das Landgerichtsgebäude zu Konstanz. In: Guido H. Frick, Heinz Finke: Die Niederburg. Portrait des ältesten Konstanzer Stadtteils. Konstanz 1983, S. 93–95.
- Ein großartiges Geläute. In: Guido H. Frick, Heinz Finke: Die Niederburg. Portrait des ältesten Konstanzer Stadtteils. Konstanz 1983, S. 106–109.
- 900 Jahre Münster Unserer Lieben Frau zu Konstanz. Schnell und Steiner, München 1989.
- Besuch in Venedig. Freuden und Sorgen um die Lagunenstadt. Privatdruck, Konstanz 1984.
- Die Situation auf dem Bodensee. In: IBN Internationale Bodensee- + Boot-Nachrichten, Heft 13/1976, S. 26–27.
- Denkmalpflege im Alltag. In: Südkurier. Forum des Südkurier, Südkurier, Konstanz, Nr. 47, 26. Februar 1976, S. 13.
- Unser Bodensee und die mobile Gesellschaft. Rede bei der Hauptversammlung des internationalen Bodensee-Segler-Verbandes am 6. November 1976 in Lindau. In: 100 Jahre Konstanzer Yacht-Club e.V. S. 182–187.
- Die ehemaligen fürstbischöflichen Schlösser von Meersburg. In: Die Bauverwaltung, 49. Jahrgang 1976, ISSN 0005-6847, S. 454–459.
- 20 Jahre Denkmalpflege in den Landkreisen Konstanz und Überlingen. In: Kultusministerium Baden-Württemberg (Hrsg.): Nachrichtenblatt der Denkmalpflege in Baden-Württemberg. April–Juni 1970, Jahrgang 13, Heft 2, Keller, Freiburg 1970, ISSN 0465-7519, S. 38–56.
- „Maria Hilfe der Christen“ in Konstanz: Kirche nach dem Konzil. In: Konstanzer Almanach. Band 16 (1970), Stadler, Konstanz 1970, S. 28–36.
- Maria Hilfe der Christen Konstanz. Stadler, Konstanz, ohne Jahr.
- Ausbau und Restauration als kulturpolitisches Anliegen. In: Restaurierter Festsaal. Schlußpunkt im Ausbau des Insel-Hotels. Südkurier, Nr. 82, 10. April 1970.
- Denkmalpflege im Landkreis Konstanz in den Jahren 1964–1969. In: Geschäftsbericht des Landratsamtes Konstanz für die Zeit …, Landratsamt Konstanz, Band 1969, Konstanz 1970, S. 25–37.
- Restaurierung des Heiligen Grabes im Münster zu Konstanz. In: Die Bauverwaltung, 17. Jahrgang 1969, ISSN 0005-6847, S. 250–251.
- Die Restaurierung des Heiligen Grabes im Münster zu Konstanz. In: Konstanzer Almanach. Band 14 (1968), Stadler, Konstanz 1968, S. 34–38.
- Franz Hitzel: Vortrag zur Wiedereröffnung des „Hohen Hauses“ in Konstanz am 26. Juli 1968.
- Der alter Blarer-Domherrenhof, das heutige Landsgerichtsgebäude zu Konstanz. In: Konstanzer Almanach, Band 13 (1967), Stadler, Konstanz 1967, S. 13–19.
- Gedanken des Architekten zum Kriegerdenkmal in Öhningen. In: Berner, Dorf und Stift. Öhningen 1966, S. 263.
- Das fürstbischöfliche Neue Schloß in Meersburg am Bodensee. In: Konstanzer Almanach. Band 12 (1966), Stadler, Konstanz, 1966, S. 16–21.
- Meersburg. Privatdruck, Konstanz 1964.
- Situation und Praxis der Denkmalpflege in unserem Land und in unserer Stadt. In: Konstanzer Almanach. Band 8 (1962), Stadler, Konstanz 1962, S. 75–83.
- Denkmalpflege in Baden-Württemberg. (Referat, gehalten anlässlich der Tagung der Dienstvorstände der Staatlichen Hochbauverwaltung im Finanzministerium Baden-Württemberg in Stuttgart, 4. Januar 1961.)
- Bericht über die Denkmalpflege am Burgstall in Riedheim. In: Kultusministerium Baden-Württemberg (Hrsg.): Nachrichtenblatt der Denkmalpflege in Baden-Württemberg, 1. Jahrgang 1958, ISSN 0465-7519, S. 52.
- Der „Burgstall“ in Riedheim. In: Hegau. Band 3 (1957), Thorbecke, Lindau 1957, ISSN 0438-9034, S. 46–47.
- Denkmalpflege am Gasthaus "Zur Krone" in Bohlingen. In: Hegau. Band 3 (1957), Thorbecke, Lindau 1957, ISSN 0438-9034, S. 40–42.
- Der Königsbronner Pfleghof in Pfullendorf. In: Nachrichtenblatt der öffentlichen Kultur- und Heimatpflege, 7 (1956) IV, S. 76.
- Meersburg Oberstadt, Die Denkmalpflege in der ehemaligen fürstbischöflichen Konstanzischen Residenz. In: Nachrichtenblatt der öffentlichen Kultur- und Heimatpflege, 5 (1954) 11/12, S. 73 ff.
- Die Künstler des Bregenzer Waldes. Konstanz 1952.